# Vega de Otates
Vega de Otates är en ort i Mexiko.   Den ligger i kommunen Pánuco och delstaten Veracruz, i den östra delen av landet, 300 km norr om huvudstaden Mexico City. Vega de Otates ligger 18 meter över havet och antalet invånare är 858.
Terrängen runt Vega de Otates är platt. Runt Vega de Otates är det ganska glesbefolkat, med 30 invånare per kvadratkilometer. Närmaste större samhälle är Pánuco, 9,4 km väster om Vega de Otates. Trakten runt Vega de Otates består till största delen av jordbruksmark.